# OmniGroup
Omni Group est un éditeur de logiciels américain, dont le siège social se situe à Seattle. En 1989, les fondateurs de The Omni Group ont commencé à travailler avec les technologies qui forment aujourd'hui les bases de Mac OS X. Les premiers projets furent la création d'une application personnalisée pour l'Agence William Morris, puis la création d'une base de données avec une architecture sécurisée pour AT&T Wireless. The Omni Group a été fondé en 1993 et s'est positionné comme consultant/porteur de jeux.
Omni Group s'est en suite spécialisé dans les logiciels de productivité pour NeXT puis pour Mac OS X où ils exploitent au maximum toutes les ressources de l'API Cocoa issue de NeXTSTEP) et ont aussi continué à porter des jeux pour Mac OS, comme Oni ou Quake III Arena.